# Eois chione
Eois chione là một loài bướm đêm trong họ Geometridae.